# Jimmy Hawkins

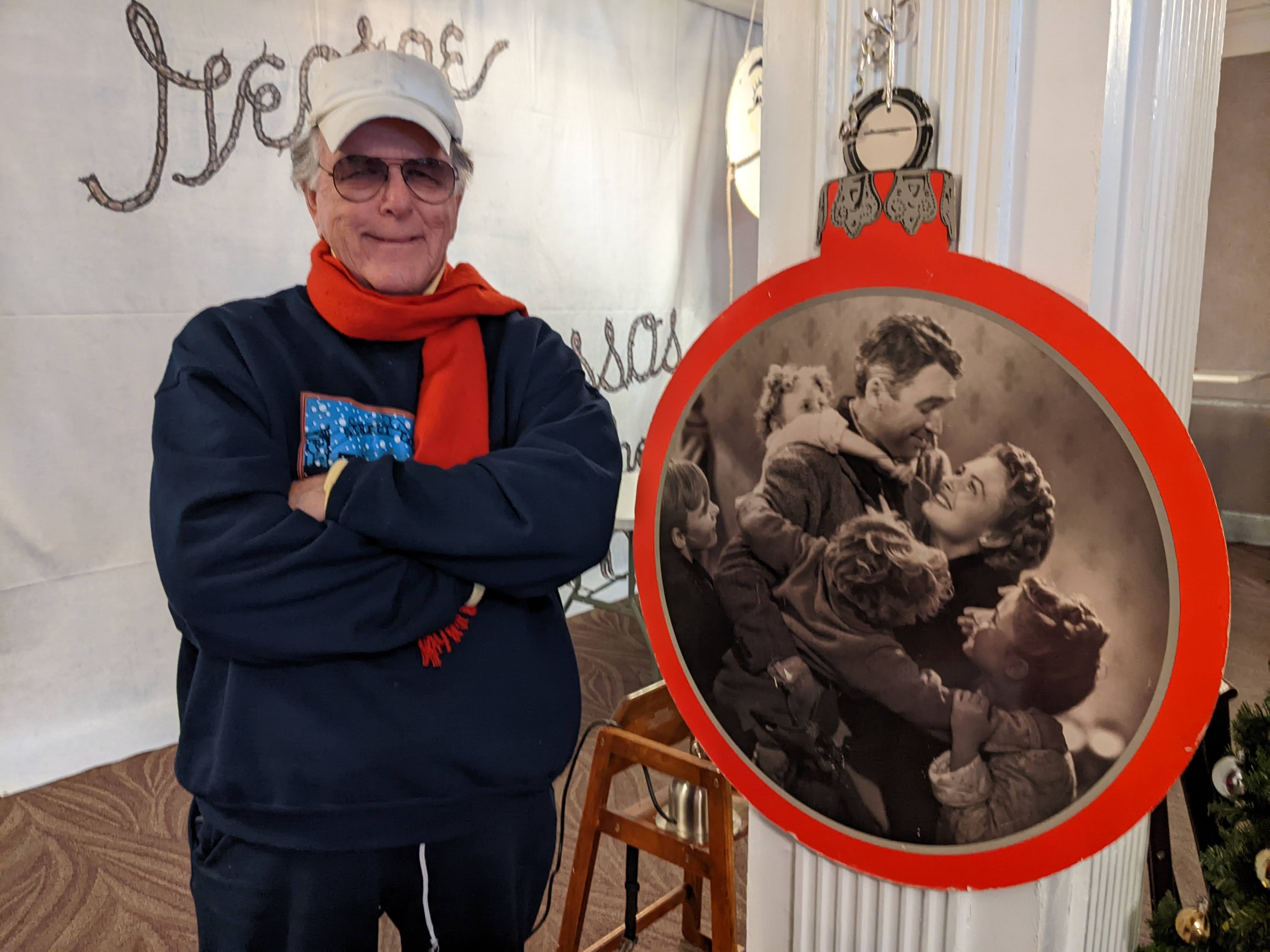
Jimmy Hawkins beim „It’s A Wonderful Life Festival“ 2021

Jimmy F. Hawkins, teilweise auch als Jim Hawkins, (* 13. November 1941 in Los Angeles, Kalifornien) ist ein ehemaliger US-amerikanischer Schauspieler und Filmproduzent.

## Leben
Jimmy Hawkins wurde 1941 in Los Angeles, im US-Bundesstaat Kalifornien geboren. Er besuchte die Notre Dame High School.
1944 hatte Hawkins im Film Das siebte Kreuz erstmals eine Rolle inne. 1949 bis 1952 hatte er seine erste wiederkehrende Rolle in der Live-Sitcom The Ruggles. Er wirkte von 1958 bis 1965 in 20 Folgen von Mutter ist die Allerbeste (The Donna Reed Show) mit.
Hawkins ist Autor von fünf Büchern über den Film Ist das Leben nicht schön? (Originaltitel: It’s a Wonderful Life), Mitglied des Beirats des Jimmy Stewart Museum und war Mitglied des Vorstands der Donna Reed Foundation for the Performing Arts. Zur Feier des Frank-Capra-Films treten Hawkins und andere Darsteller jedes Jahr beim „It’s A Wonderful Life Festival“ in Seneca Falls, New York, auf. Ihre Stadt gilt als Inspiration für die Kulisse des Films Bedford Falls.

## Filmografie

### Schauspieler
- 1944: Das siebte Kreuz (The Seventh Cross)
- 1944: Marriage Is a Private Affair
- 1946: Ist das Leben nicht schön? (It’s a Wonderful Life)
- 1947: Endlos ist die Prärie (The Sea of Grass)
- 1947: The Trouble with Women
- 1947: Michael schafft Ordnung (Heaven Only Knows)
- 1948: Bodyguard
- 1948: Erbe des Henkers (Moonrise)
- 1949: Gefangen (Caught)
- 1949: Seemannslos (Down to the Sea in Ships)
- 1949: Ritter Hank, der Schrecken der Tafelrunde (A Connecticut Yankee in King Arthur’s Court)
- 1949: The Red Menace
- 1949: Lassie in Not (Challenge to Lassie)
- 1949: Das Schicksal der Irene Forsyte (That Forsyte Woman)
- 1949: Holiday Affair
- 1949–1952: The Ruggles (Fernsehserie, 137 Folgen)
- 1950: Drohende Schatten (Shadow on the Wall)
- 1950: Love That Brute
- 1950: Winchester ’73
- 1950: Never a Dull Moment
- 1951: Strictly Dishonorable
- 1951: Jim Thorpe -- All-American
- 1951: Hochzeitsparade (Here Comes the Groom)
- 1951: Das Herz einer Mutter (The Blue Veil)
- 1951: Curley Bradley: The Singing Marshal (Fernsehfilm)
- 1952: Die größte Schau der Welt (The Greatest Show on Earth)
- 1953: Frauen in der Nacht (Girls in the Night)
- 1953: Am Tode vorbei (Woman They Almost Lynched)
- 1953: Savage Frontier
- 1953: The Kid from Left Field
- 1953: Mister Scoutmaster
- 1953: The Red Skelton Show (Fernsehserie, Folge 3x09)
- 1953–1954: Im Wilden Westen (Death Valley Days, Fernsehserie, 2 Folgen)
- 1954: The Ford Television Theatre (Fernsehserie, Folge 2x15)
- 1954: In den Kerkern von Marokko (Yankee Pasha)
- 1954: Hölle 36 (Private Hell 36)
- 1954: Destry räumt auf (Destry)
- 1954–1957: Annie Oakley (Fernsehserie, 81 Folgen)
- 1955: Geschichten, die der Alltag schrieb (Fernsehserie, Folge 1x01)
- 1955: … und nicht als ein Fremder (Not as a Stranger)
- 1955: Count Three and Pray
- 1956: The Star and the Story (Fernsehserie, Folge 2x18)
- 1956: Lux Video Theatre (Fernsehserie, Folge 6x45)
- 1956: Carolyn (Fernsehfilm)
- 1958–1965: Mutter ist die Allerbeste (The Donna Reed Show, Fernsehserie, 20 Folgen)
- 1960: Shirley Temple’s Storybook (Fernsehserie, Folge 2x08)
- 1960: Bachelor Father (Fernsehserie, 2 Folgen)
- 1961: Westinghouse Playhouse (Fernsehserie, Folge 1x04)
- 1961: Erwachsen müßte man sein (Leave It to Beaver, Fernsehserie, Folge 4x25)
- 1961: Dennis, Geschichten eines Lausbuben (Dennis the Menace, Fernsehserie, Folge 2x33)
- 1961: Bringing Up Buddy (Fernsehserie, 3 Folgen)
- 1961: Margie (Fernsehserie, Folge 1x05)
- 1961–1962: Ichabod and Me (Fernsehserie, 13 Folgen)
- 1962: Alfred Hitchcock präsentiert (Alfred Hitchcock Presents, Fernsehserie, Folge 7x15)
- 1962: Zotz!
- 1962: Andy Hardy (Fernsehfilm)
- 1962–1964: The Adventures of Ozzie & Harriet (The Adventures of Ozzie and Harriet, Fernsehserie, 6 Folgen)
- 1963: Meine drei Söhne (My Three Sons, Fernsehserie, 2 Folgen)
- 1963: Auf der Flucht (The Fugitive, Fernsehserie, Folge 1x08)
- 1963–1967: Petticoat Junction (Fernsehserie, 9 Folgen)
- 1964: Twelve O’Clock High (Fernsehserie, Folge 1x11)
- 1965: Mr. Novak (Fernsehserie, Folge 2x17)
- 1965: Kurven-Lilly (Girl Happy)
- 1965: Private Hargrove (Fernsehfilm)
- 1966: Gidget (Fernsehserie, Folge 1x19)
- 1966: Sag niemals ja (Spinout)
- 1966: Goober Hill (Fernsehfilm)
- 1974: Der Nachtjäger (The Night Stalker, Fernsehserie, Folge 1x05)

### Produzent
- 1971: Evel Knievel (Associate Producer als James Hawkins)
- 1980: Scout’s Honor (Fernsehfilm, NBC)
- 1980: A Time for Miracles (Fernsehfilm)
- 1981: Don’t Look Back: The Story of Leroy ’Satchel’ Paige (Fernsehfilm)
- 1984: Augen in der Dunkelheit (Love Leads the Way)
- 1997: Merry Christmas, George Bailey (Fernsehfilm, PBS)[3]
- 2012: Smart Cookies (Fernsehfilm)

### Drehbuch
- 1984: Augen in der Dunkelheit (Love Leads the Way)
- 1985: Motown Returns to the Apollo